# 日曜大工

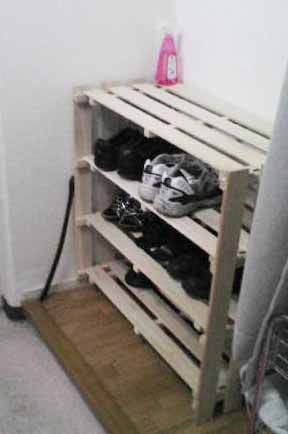
すのこを利用した靴箱

日曜大工（にちようだいく、英語: weekend carpenter、sunday carpenter）とは、大工とは別の職業を持つ者が、休日や余暇を利用して行う木工作業を指す。自作作業全般を指すDIYという用語が日本でも徐々に普及した近年では、「日曜大工」の代わりに「DIY」と呼ばれることも多い。
英語圏で言うDIYは範囲が広いため、厳密には家庭内設備の製作・設置を指すホーム・インプルーブメント（home improvement）に当たる領域が日曜大工に相当する。

## 概要
動機としては必要に迫られて行う場合と、趣味または理念としている場合がある。対象は前者が家屋の補修や犬小屋の製作など、後者は家具・調度品の設計・製作から自宅や別荘の建築にまで及ぶことがある。

## 歴史
日本で日曜大工という言葉が一般に定着し始めたのは1950年代後半以降のことで、アマチュア画家を指す「日曜画家(Sunday Painter)」という言葉を転用して発生したと考えられている。
この語が発生する以前には、家庭内の大工仕事は男女を特定する作業ではなかったが、大工という言葉から来る男性職人への連想と、当時放映していたアメリカのホームドラマの影響によって、主に男性が行う仕事・趣味というイメージが定着した。2018年の『レジャー白書』によれば、趣味としての日曜大工の参加人口は120,000人で、男性の参加率が15.9パーセントであるのに対し、女性の参加率は4.6パーセントとなっている。
1960年代に起きた日曜大工ブームの背景には、高度経済成長による慢性的な大工不足によって自力で住宅の保全をする必要に迫られたことや、画一的なデザインで大量提供された住居を自分なりにアレンジしたいという欲求があった。1960年に結成された日本日曜大工クラブの松下紀久雄は機関誌の中で、日曜大工の意義について、手作りの楽しさの中から人間性を回復するために行う自発的な営みと位置付けている。

## 方法
日曜大工は材料（木材）と若干の道具があれば始められることからハードルが低い。当初必要な道具は次のものである。
- 鉛筆と定規（木どり）
- 鋸（切り出し）
- 釘と金槌、または木ネジとドライバー（組み立て）

木材や道具はホームセンターで購入できる。ホームセンターでは自店で販売した木材については、直線切り加工を（有料で）行っていることは多い。またホームセンターの店内に客向け工作室を用意し、木材を購入した客についてはごく基本的な工具は無料で使えるようにしているところもある。
なお成果物の品質を上げたり複雑なものを作るには、それなりの道具・技術・知識（経験）が必要になる。
塗装を行うには、塗装の基礎知識、ペンキ類および道具（ハケ、ローラーなど）やニス、あるはペンキのスプレー缶、また養生のためのテープやシートが必要となる。接着するならば木工用ボンド、場合によりその他の接着剤が必要となる。また家屋などを造るとなれば、建築・左官の知識・技術・道具も必要となる。
日曜大工では一品一品がいわば特注品のようなもので、材料の単価が高くなりがちで、原価の低減が難しい。さらに場面場面で新たな工具の導入、消耗品の買い足し、各種測定器の購入などの追加投資も必要になることも多い。このため一回限りの案件では、むしろ本職に依頼したり、大量生産品を購入して済ますほうが日曜大工の何分の一かの費用で済むことがある。